# مسار هينيي

مسارات تطور نجوم قبل النسق الأساسي (الخطوط الزرقاء) المسارات الشبة افقية تمثل مسارات هينيي ، والمسارات الرأسية تمثل مسارات هياشي ، تبعا لكتلة النجم المبدئية.

مسار هينيي هو مسار أفقي تقريبا من تطور النجوم على مخطط هرتزبرونغ-راسل تمر بة نجوم قبل النسق الأساسي ذات كتلة أقل من 0.5 كتلة شمسية والمتوازنة إشعاعيا أثناء مغادرتها مسار هياشي متجهة إلى مرحلة النسق الأساسي . ينكمش النجم في مسار هينيي (الأفقي ) وتزداد سخونتة حتى يصبح قلب النجم صغيرا ومضغوطا بما فيه الكفاية ليبدأ بتفاعل إندماج الهيدروجين - حينئذ تكون درجة حرارة قلب النجم قد وصلت إلى نحو 5 مليون درجة مئوية.
وينسب اسم هذا المسار لعالم الفيزياء الفلكية الأمريكي لويس هينيي (1910-1970) .

## المسارات التطورية
في الشكل: يمثل المحور الرأسي درجة لمعان النجوم (كنسبة للمعان الشمس) بتقسيم لوغاريتمي. وأما المحورالأفقي فهو يعطي درجة حرارة سطح النجم المقابلة لدرجة اللمعان - بتقسيم لوغاريتمي أيضا.
المسارات التطورية للنجوم الشابة قبل مرحلةالتسلسل الرئيسي:
- تظهر المسارات التطورية (باللون الأزرق) من ولادة نجم (الخط الأسود ، أعلى اليمين) إلى الدخول في التسلسل الرئيسي (الخط الأسود ، أسفل اليسار).
- يتم تمييز نهاية كل مسار بالكتلة النجمية بوحدات الكتلة الشمسية - على خط التسلسل الرئيسي.
- المنحنيات الحمراء (الموصوفة بالسنوات) هي مسارات خطوط ذات عمر ثابت ، تشير نقاط تقاطعها مع مسارات التطور إلى الأعمار النجمية ذات الصلة.
- المقاطع الرأسية تقريبًا (أزرق) هي مسارات هاياشي.
- النجوم الخفيفة ذات كتلة اقل من 5و0 كتلة شمسية تبقى على مسار هياشي حتى تصل إلى خط النسق الأساسي ، لذلك فهي مسارات رأسية.
- النجوم الكبيرة ذات كتلة أكبر من 5و0 حتى كتلة 3 كتلة شمسية

تنحنى في مسارات أفقية - هي مسارات هيني .
- نجوم ناشئة ذات كتلة أكبر من 3 كتلة شمسية فهي تولد من أساسها متابعة لمسار هيني (أزرق) من اليمين إلى اليسار - حتى تصل إلى خط النسق الأساسي.

تلك المراحل تغطي تطور تكون نجم جديد بحسب كتلته خلال السنوات 100 ألف سنة إلى 10 مليون سنة الأولى من عمره.

## مثال تطور الشمس
كتلة الشمس 1 طبقا لموقعها على خط النسق الأساسي (الخط الأسود إلى اليسار). نجد أنها بدأت عمرها من نقطة أعلى على الخط الاسود (يمين) حيث كانت درجة لمعانها +1 ( أي كانت درجة لمعانها 10 امثال درجة لمعانها الحالية). كان عمرها في ذلك الوقت نحو 100 ألف سنة - ودرجة حرارة سطحها نحو 4000 كلفن (بالمقياس اللوغاريتمي 6و3 كما هو في الشكل). كانت مسيرتها الأولى حتى عمر 100 مليون سنة على مسار هياشي (أزرق إلى أسفل) فانخفضت درجة لمعانها إلى درجة لمعانها الحالية تقريبا مع بقاء درجة حرارة سطحها بالمقياس اللوغاريتمي 6و3 (تعادل 4000 كلفن). ثم انعطفت واتبعت المسار الأفقي (أزرق إلى اليسار) وهو مسار هينيي حتى وصلت إلى خط النسق الأساسي عند 1. عندئذ وصلت درجة حرارة سطحها اللوغاريتمية 77و3 كما في الشكل ( وهذه تعادل درجة حرارت سطحها الحالية نحو 5800 كلفن و لمعانها الحالي).